# Šolski center Novo mesto
Šolski center Novo mesto je javni zavod v Novem mestu in največji šolski center v Sloveniji. Trenutni direktor je dr. Matej Forjan.
Znotraj Šolskega centra Novo mesto trenutno delujejo:
- Srednja strojna šola
- Srednja elektro-računalniška šola in tehniška gimnazija
- Srednja gradbena, lesarska in vzgojiteljska šola
- Srednja zdravstvena in kemijska šola
- Višja strokovna šola
- Enota za izobraževanje odraslih
- Medpodjetniški izobraževalni center

V okvir Šolskega centra sodi tudi Športna dvorana Leona Štuklja, ki poleg šolskih potreb gosti tudi tekme Košarkarskega kluba Krka ter različne prireditve. 
Zavod opravlja javno službo na naslednjih področjih:
- srednješolsko splošno izobraževanje,
- srednješolsko poklicno in strokovno izobraževanje,
- višješolsko izobraževanje in
- dejavnost knjižnic.Šolski center Novo mesto